# Martin Saumer
Martin Saumer (* 11. April 1972 in Kassel, Hessen) ist ein deutscher Drehbuchautor. Neben Veröffentlichungen von Gedichten und Kurzgeschichten schrieb er als Koautor an dem deutschen Spielfilm Suicide Club mit. Er arbeitet momentan an Drehbücher für verschiedene Kino- und Fernseh-Projekte.

## Filmografie
- 2007: Kleine Annabelle, Kurzgeschichte/Vorlage für den Film
- 2010: Suicide Club, Drehbuch/Koautor
- 2012: Hinter dem Horizont (AT), Drehbuch/Koautor

## Gedichtveröffentlichungen (Auswahl)
- 2004: Keine Zeit, Brentano-Gesellschaft
- 2005: Die gestohlene Zeit, Books on Demand (BoD)
- 2005: Brüning kommt, Acheron Verlag
- 2006: Winterland, Literareon Verlag
- 2007: Ein Traum, Literareon Verlag
- 2010: Wegrandrose, Literareon Verlag
- 2011: Herzlodern, Konkursbuch-Verlag